# Cucut pàl·lid
El cucut pàl·lid (Heteroscenes pallidus) és una espècie d'ocell de la família dels cucúlids (Cuculidae) que habita boscos, matolls, manglars i ciutats d'Austràlia i Tasmània. Ha estat inclòs al gènere Cacomantis i modernament al monotípic Heteroscenes (Cabanis et Heine Sr, 1862).